# Alemania en los Juegos Paralímpicos de Pekín 2008
Alemania estuvo representada en los Juegos Paralímpicos de Pekín 2008 por un total de 172 deportistas, 105 hombres y 67 mujeres.

## Medallistas
El equipo paralímpico alemán obtuvo las siguientes medallas:
| Nombre | Deporte                       | Evento                                       |
| --- | ----------------------------- | -------------------------------------------- |
| Oro |                               |                                              |
| Katrin Green | Atletismo                     | 200 m T44 femenino                           |
| Marianne Buggenhagen | Atletismo                     | Disco F54-56 femenino                        |
| Martina Willing | Atletismo                     | Jabalina F54-56 femenino                     |
| Matthias Schröder | Atletismo                     | 400 m T12 masculino                          |
| Wojtek Czyz | Atletismo                     | Salto de longitud F42/44 masculino           |
| Andrea Eskau | Ciclismo en ruta              | Ruta HC A-C femenino                         |
| Wolfgang Sacher | Ciclismo en ruta              | Contrarreloj LC1 masculino                   |
| Michael Teuber | Ciclismo en ruta              | Contrarreloj LC4 masculino                   |
| Hannelore Brenner | Hípica                        | Doma individual grado III mixto              |
| Hannelore Brenner | Hípica                        | Doma individual estilo libre grado III mixto |
| Britta Näpel | Hípica                        | Doma individual grado II mixto               |
| Kirsten Bruhn | Natación                      | 100 m braza SB5 femenino                     |
| Jochen Wollmert | Tenis de mesa                 | Individual 7 masculino                       |
| Jens Kroker Siegmund Mainka Robert Prem | Vela                          | Sonar de tres personas mixto                 |
| Plata |                               |                                              |
| Claudia Nicoleitzik | Atletismo                     | 100 m T36 femenino                           |
| Claudia Nicoleitzik | Atletismo                     | 200 m T36 femenino                           |
| Andrea Hegen | Atletismo                     | Jabalina F42-46 femenino                     |
| Birgit Pohl | Atletismo                     | Peso F32-34/52/53 femenino                   |
| Martina Willing | Atletismo                     | Peso F54-56 femenino                         |
| Heinrich Popow | Atletismo                     | 100 m T42 masculino                          |
| Frances Herrmann | Atletismo                     | Disco F32-34/51-53 masculino                 |
| Mathias Mester | Atletismo                     | Peso F40 masculino                           |
| Thomas Ulbricht | Atletismo                     | Pentatlón P12 masculino                      |
| Alke Behrens Maren Butterbrodt Annette Kahl Britta Kautz Simone Kues Birgit Meitner Marina Mohnen Edina Müller Nora Schratz Gesche Schünemann Nicole Seifert Annika Zeyen | Baloncesto en silla de ruedas | Torneo femenino                              |
| Natalie Simanowski | Ciclismo en pista             | 500 m contrarreloj LC3-4/CP3 femenino        |
| Natalie Simanowski | Ciclismo en pista             | Persecución individual LC3-4/CP3 femenino    |
| Wolfgang Sacher | Ciclismo en pista             | Persecución individual LC1 masculino         |
| Michael Teuber | Ciclismo en pista             | Persecución individual LC4 masculino         |
| Max Weber | Ciclismo en ruta              | Ruta HC B masculino                          |
| Barbara Weise | Ciclismo en ruta              | Contrarreloj CP1-2 mixto                     |
| Hannelore Brenner Britta Näpel Angelika Trabert Steffen Zeibig | Hípica                        | Doma por equipos clase abierta mixto         |
| Kirsten Bruhn | Natación                      | 100 m espalda S7 femenino                    |
| Maria Götze | Natación                      | 200 m estilos SM6 femenino                   |
| Thomas Grimm | Natación                      | 100 m braza SB5 masculino                    |
| Daniel Arnold | Tenis de mesa                 | Individual 6 masculino                       |
| Monika Sikora Andrea Zimmerer | Tenis de mesa                 | Equipo 4-5 femenino                          |
| Manuela Schmermund | Tiro                          | Rifle de aire de pie SH1 femenino            |
| Norbert Gau | Tiro                          | Rifle de aire de pie SH1 masculino           |
| Ramona Brussig | Yudo                          | –57 kg femenino                              |
| Bronce |                               |                                              |
| Maria Seifert | Atletismo                     | 100 m T37 femenino                           |
| Maria Seifert | Atletismo                     | 200 m T37 femenino                           |
| Birgit Pohl | Atletismo                     | Jabalina F33/34/52/53 femenino               |
| Michaela Floeth | Atletismo                     | Peso F42-46 femenino                         |
| Marianne Buggenhagen | Atletismo                     | Peso F54-56 femenino                         |
| Astrid Höfte | Atletismo                     | Salto de longitud F44 femenino               |
| Thomas Loosch | Atletismo                     | Peso F37/38 masculino                        |
| Tobias Graf | Ciclismo en pista             | Persecución individual LC3 masculino         |
| Wolfgang Sacher | Ciclismo en pista             | 1 km contrarreloj LC1 masculino              |
| Dorothee Vieth | Ciclismo en ruta              | Ruta HC A-C femenino                         |
| Dorothee Vieth | Ciclismo en ruta              | Contrarreloj HC A-C femenino                 |
| Bettina Eistel | Hípica                        | Doma individual grado III mixto              |
| Britta Näpel | Hípica                        | Doma individual estilo libre grado II mixto  |
| Kirsten Bruhn | Natación                      | 50 m libre S7 femenino                       |
| Kirsten Bruhn | Natación                      | 100 m libre S7 femenino                      |
| Kirsten Bruhn | Natación                      | 400 m libre S7 femenino                      |
| Maria Götze | Natación                      | 400 m libre S6 femenino                      |
| Daniela Schulte | Natación                      | 100 m libre S11 femenino                     |
| Andrea Zimmerer | Tenis de mesa                 | Individual 5 femenino                        |
| Carmen Brussig | Yudo                          | –48 kg femenino                              |